# Symmachia fulvicauda
Symmachia fulvicauda is een vlindersoort uit de familie van de prachtvlinders (Riodinidae), onderfamilie Riodininae.
Symmachia fulvicauda werd in 1924 beschreven door Stichel.